# Jan Uryga
Jan Uryga (ur. 21 kwietnia 1932 w Żmiącej koło Limanowej, zm. 12 stycznia 1986 w Lublinie) – polski aktor, mim, choreograf, reżyser. 
Był mężem aktorki Niny Skołuby-Urygi. W latach 1950–1958 występował jako tancerz w Operze Wrocławskiej, następnie do 1970 był związany z Teatrem Pantomimy we Wrocławiu; w latach 70. był choreografem m.in. Teatru Nowego w Łodzi, Teatru Ludowego w Nowej Hucie, Teatru im. Słowackiego w Krakowie, Teatru im. Jaracza w Łodzi, Teatru im. Bogusławskiego w Kaliszu, Teatru Polskiego w Bydgoszczy, Teatru im. Norwida w Jeleniej Górze, Bałtyckiego Teatru Dramatycznego w Koszalinie. W latach 1978–1986 pracował (jako aktor) w Teatrze im. Juliusza Osterwy w Lublinie.
Wziął udział w kilku filmach, m.in. Cała naprzód (1966) i Tajemnica Wielkiego Krzysztofa (1972). Jako reżyser współpracował z łódzkim ośrodkiem Telewizji Polskiej i wieloma polskimi teatrami.